# نظم ميتسوبيشي لمفاعلات الإستنسال السريع

نوعان من مفاعلات الاستنسال السريعة:(اليسار) طراز الحوض و (اليمين) طراز الدورة.

نظم ميتسوبيشي لمفاعلات الإستنسال سريع هي شركة تأسست في 1 يوليو 2007 من قبل شركة ميتسوبيشي للصناعات الثقيلة لتطوير تكنولوجيا مفاعل الإستنسال سريع.

## التأسيس
تم تأسيس الشركة بناء على قرار الحكومة اليابانية الصادر في أبريل 2007 باختيار شركة ميتسوبيشي لتكون الشركة الأساسية لتطوير مفاعل التوليد السريع.

## التوقعات
التوقعات تتعلق بمفاعل تجريبي لإطلاقه، بحلول عام 2025 ومحطة تجارية كاملة بحلول عام 2050 وللمفاعل سريع التولد لاستبدال تقنية مفاعل الماء الخفيف في نهاية المطاف في اليابان.